# Động đất Massawa 1921
Động đất Massawa 1921 là trận động đất xảy ra vào lúc 16:15 (giờ địa phương), ngày 14 tháng 8 năm 1921. Trận động đất có cường độ 6.1 richter, tâm chấn độ sâu khoảng 15 km. Không có cảnh báo sóng thần cho trận động đất này. Trận động đất chỉ gây ra thiệt hại nhỏ, không có thiệt hại về người.